# Col xinesa
La col xinesa o col pequinesa (Brassica rapa subsp. pekinensis), coneguda també com a "col napa" o "col-api" és una planta amb flor de la família de les brassicàcies. És d'un color més pàl·lid que la bleda xinesa i té una textura diferent. Les plantes d'aquest grup tenen fulles verdes i llargues amb pecíols blancs i formen un cabdell cilíndric i compacte. El seu gust recorda més la bleda o l'api molt tendre que no pas la col. Rep diversos noms locals, com da baicai, baguio pechay o pechay wombok (en tagàlog); baechu (en coreà); wongbok i hakusai. Com el seu nom peh (nord) tsai indica, aquesta verdura és particularment popular al nord de la Xina. Abans, tal com la bleda xinesa, s'havia classificat dins d'una espècie pròpia Brassica chinensis per Carl von Linné. Aquestes varietats no formen cabdells, tenen fulles verd fosc i llises que formen un pinyoc semblant a un api o una bleda. Aquestes varietats són sobretot populars al sud de la Xina però són resistents al fred i es poden conrear també més al nord fins i tot al nord d'Europa. Aquesta mena de col té un important paper en la cuina de l'Extrem Orient. Es menja tant crua com cuinada. De vegades es troba als supermercats dels Països Catalans. Els seus continguts en nutrients és el següent: Proteïnes 1,2 g; greixos 0,2 g; glúcids 3,2 g; fibra alimentària 1,2 g; sodi 9 mg; calci 77 mg; ferro 0,31 mg; magnesi 13 mg; vitamina C 27 mg.